# 富津市
富津市（日语：／ Futtsu shi */?）是千葉縣南部的一市。面東京灣，屬上總地方西南部。

## 地理
本市地處房總半島南部、面東京灣（內房）。位於縣廳千葉市南方50公里，屬東京都心100公里圈內。北部突出的富津岬為其特色。
- 山：鋸山（日语：鋸山 (千葉県)）、高宕山（日语：高宕山）、三舟山（日语：三舟山）、鬼泪山
- 岬：富津岬（日语：富津岬）、磯根崎、明鐘岬
- 河川：湊川（日语：湊川 (千葉県)）、白狐川

### 鄰接自治體
- 千葉縣君津市、鴨川市、安房郡鋸南町

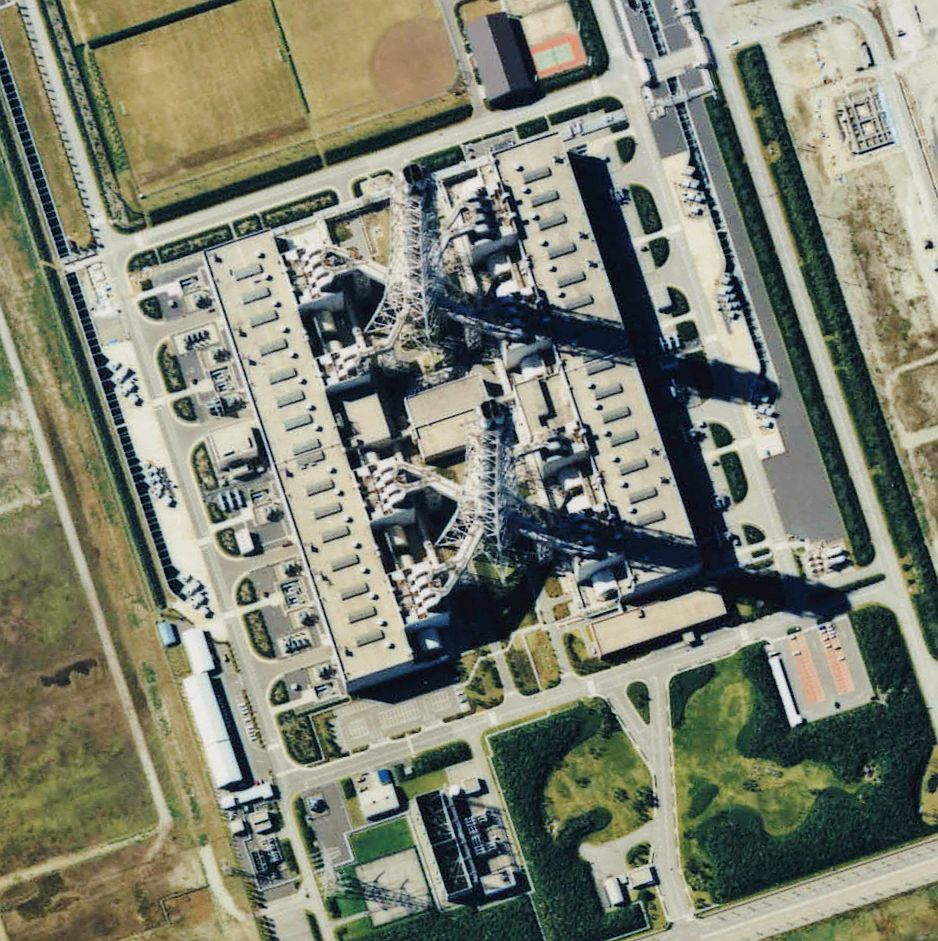
富津火力發電廠的衛星照片
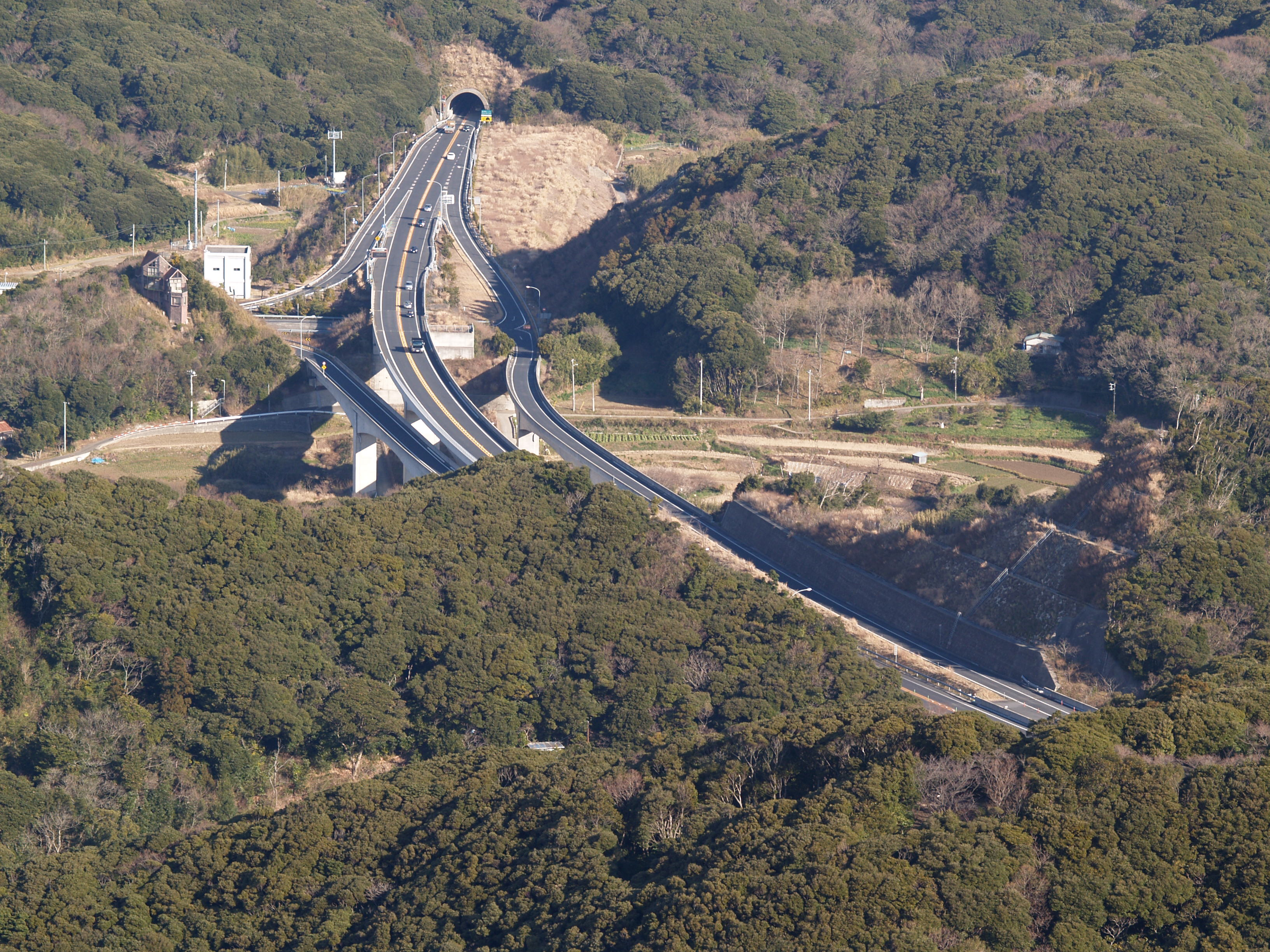
從鋸山俯瞰富津金谷出口與金谷隧道
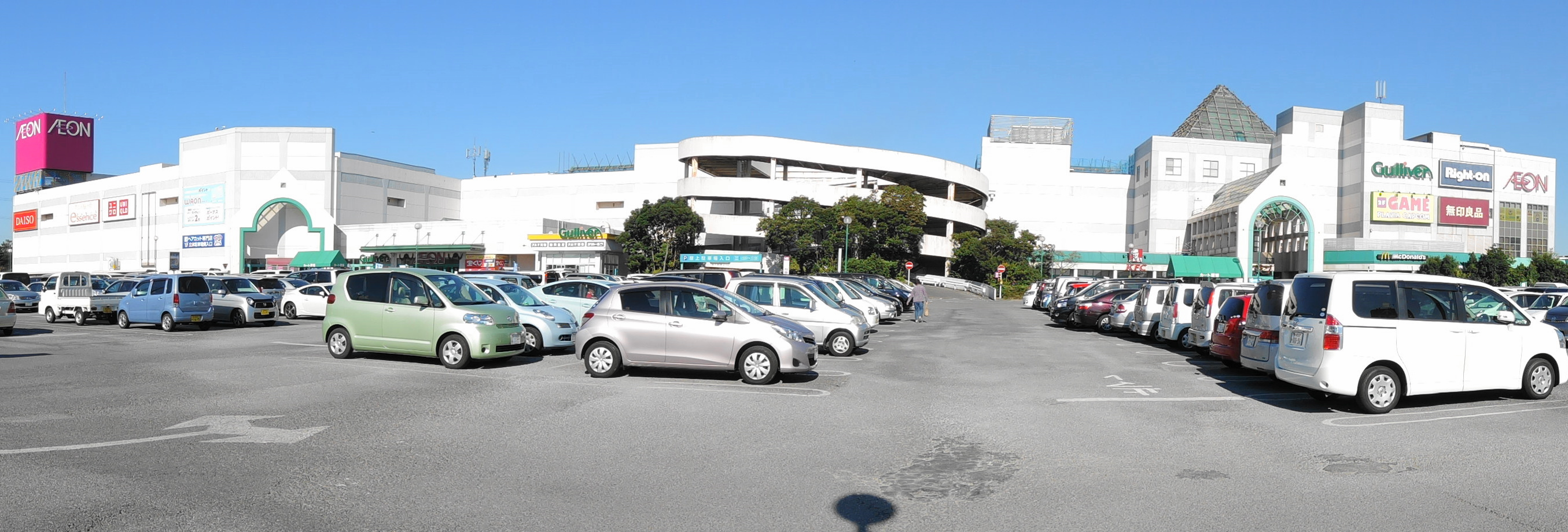
AEON富津購物中心
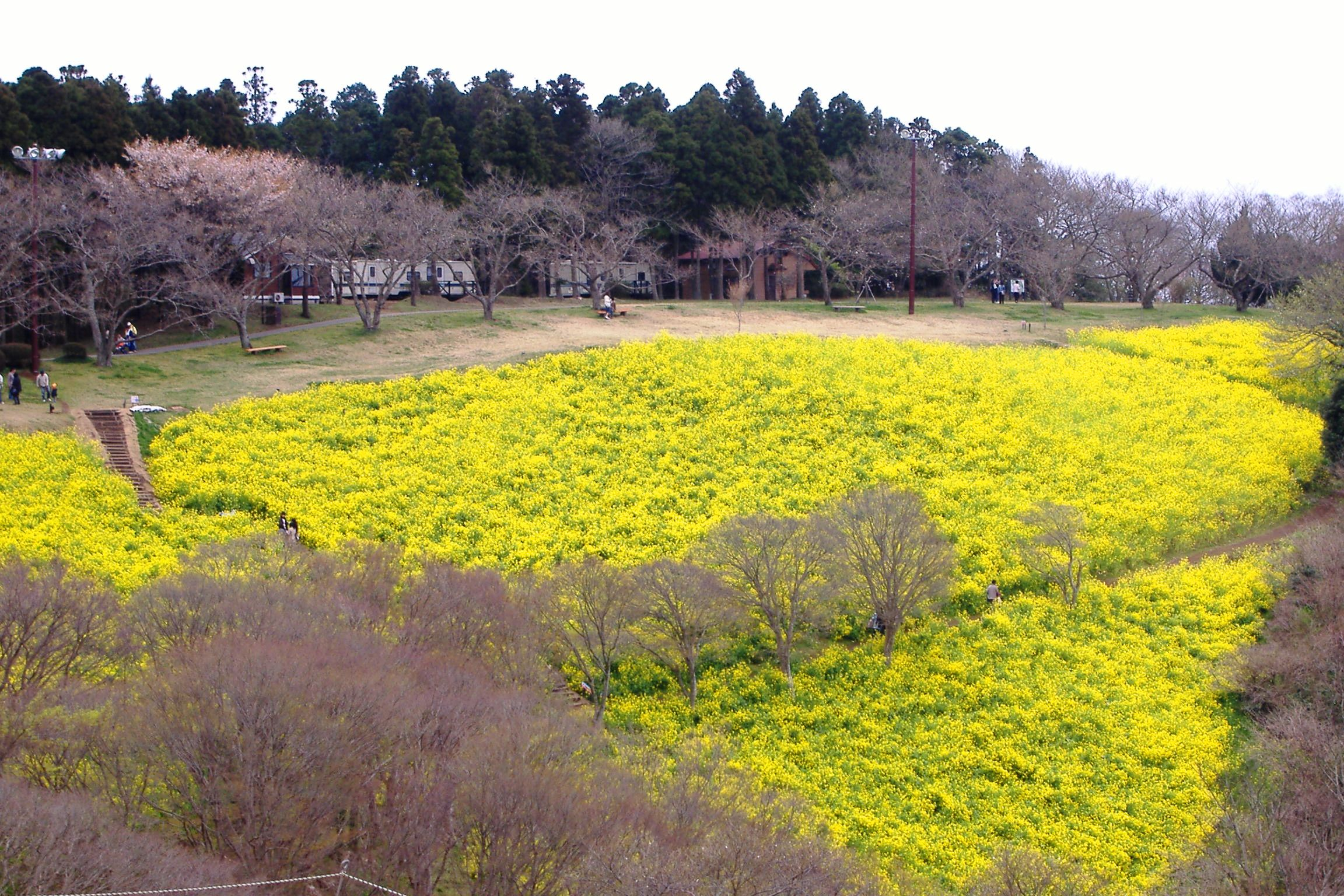
母親牧場中盛開的油菜花
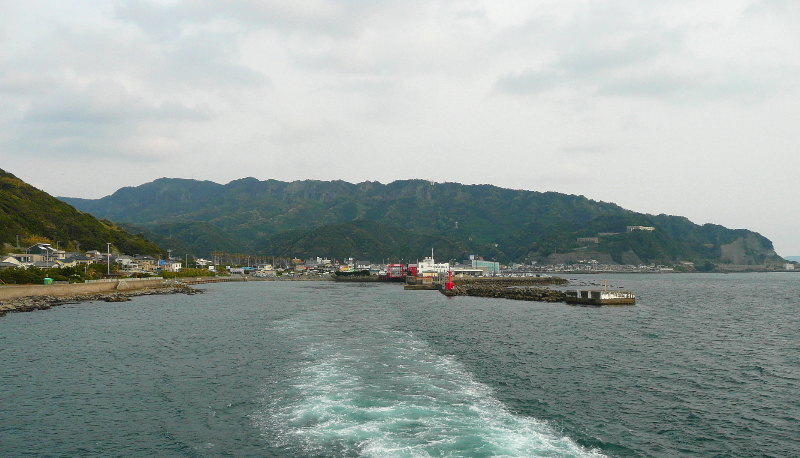
金谷漁港與鋸山
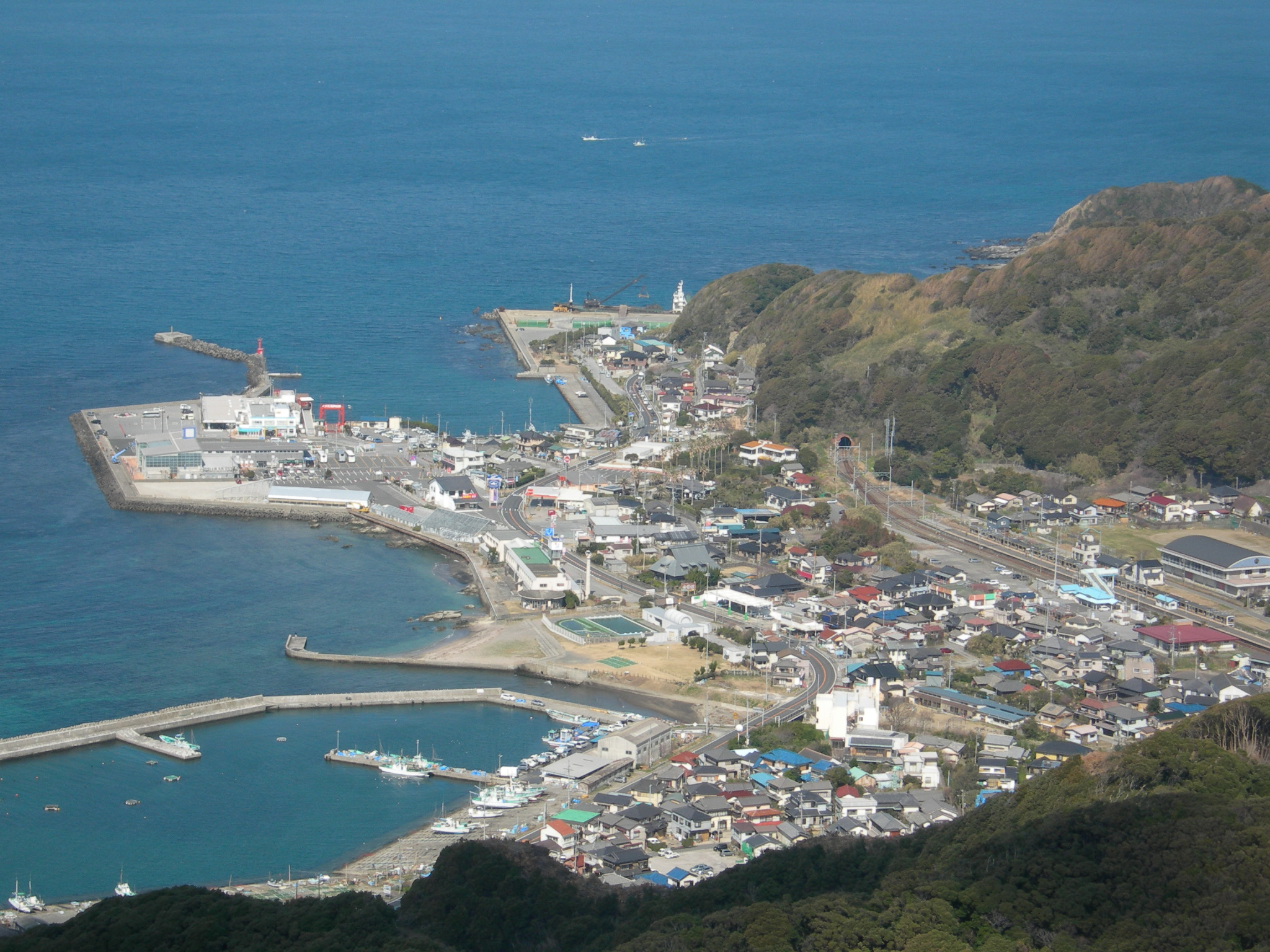
從鋸山俯瞰金谷地區與金谷漁港

## 人口
| 富津市人口分布圖 |                                               |  |
| 富津市與日本全國年齡別人口分布比較圖 （2005年資料） | 富津市的年齡、男女別人口分布圖 （2005年資料） |  |
| ■紫色是富津市 ■綠色是全国 | ■藍色是男性 ■紅色是女性                       |  |
| 富津市人口變化 \| 1970年 \| 52,034人 \| \| \| 1975年 \| 56,653人 \| \| \| 1980年 \| 56,102人 \| \| \| 1985年 \| 56,777人 \| \| \| 1990年 \| 54,876人 \| \| \| 1995年 \| 54,273人 \| \| \| 2000年 \| 52,839人 \| \| \| 2005年 \| 50,162人 \| \| \| 2010年 \| 48,073人 \| \| \| 2015年 \| 45,601人 \| \| \| 2020年 \| 42,465人 \| \| |                                               |  |
| 資料來源：日本總務省統計中心提供之人口普查數據 |                                               |  |
| 1970年 | 52,034人                                      |  |
| 1975年 | 56,653人                                      |  |
| 1980年 | 56,102人                                      |  |
| 1985年 | 56,777人                                      |  |
| 1990年 | 54,876人                                      |  |
| 1995年 | 54,273人                                      |  |
| 2000年 | 52,839人                                      |  |
| 2005年 | 50,162人                                      |  |
| 2010年 | 48,073人                                      |  |
| 2015年 | 45,601人                                      |  |
| 2020年 | 42,465人                                      |  |

## 歷史
市名傳聞是源自於日本武尊傳說。為停止暴風雨而投海的弟橘姫衣袖漂到此地海岸（布流津）。布流津（ふるつ）後來轉變為富津。
市域已發現數座繩文時代、彌生時代遺跡。推測約在5世紀左右的內裏塚古墳群曾出土埴輪與金銅製品等陪葬品。
律令制下屬上總國天羽郡全域、周淮郡一部分。平安時代後期的治承4年（1180年），源賴朝在治承·壽永之亂渡海來到安房國。鎌倉時代，此地為稱名寺寺領。戰國時代，本市由以佐貫城為據點的真里谷武田氏與房總一帶活動的里見氏支配。永祿10年（1567年），里見氏與北條氏在本市與君津市交界的三船山進行合戰（三船山合戰）。

### 沿革
- 1889年（明治22年）4月1日 - 町村制施行，富津村、川名村、篠部村、新井村合併為周淮郡（日语：周淮郡）富津村。
- 1897年（明治30年）4月1日 - 周淮郡整合，成立君津郡（日语：君津郡）。
- 1897年（明治30年）12月1日 - 町制施行，富津町成立。
- 1955年（昭和30年）3月31日 - 與青堀町（日语：青堀町）、飯野村（日语：飯野村 (千葉県)）合併。
- 1971年（昭和46年）
  - 4月25日 - 與大佐和町（日语：大佐和町）、天羽町（日语：天羽町）合併。
  - 9月1日 - 市制施行，為富津市。

## 行政

### 市長
- 佐久間 清治（さくま せいじ，第三任）

### 警察、消防
- 富津警察署（日语：富津警察署）
- 富津市消防本部（日语：富津市消防本部）

## 經濟

### 產業

#### 漁業
- 富津漁港
- 大貫漁港
- 佐貫漁港
- 竹岡漁港
- 萩生漁港
- 金谷漁港

#### 工業
- 東京電力富津火力發電所

## 姊妹都市、友好都市
- 甲州市（山梨縣）
- 卡爾斯巴德（美國加利福尼亞州）

## 教育

### 小學校
- 富津市立富津小學校
- 富津市立青堀小學校
- 富津市立飯野小學校
- 富津市立大貫小學校（日语：富津市立大貫小学校）
- 富津市立吉野小學校
- 富津市立佐貫小學校
- 富津市立湊小學校
- 富津市立天神山小學校
- 富津市立竹岡小學校
- 富津市立金谷小學校
- 富津市立環小學校
- 富津市立關豐小學校

#### 中學校
- 富津市立富津中學校
- 富津市立大貫中學校
- 富津市立佐貫中學校
- 富津市立天羽中學校
- 富津市立天羽東中學校

#### 高等學校
- 千葉縣立君津商業高等學校（日语：千葉県立君津商業高等学校）
- 千葉縣立天羽高等學校（日语：千葉県立天羽高等学校）

## 交通

### 鐵路
東日本旅客鐵道（JR東日本）
- 內房線：青堀站 - 大貫站 - 佐貫町站 - 上總湊站 - 竹岡站 - 濱金谷站

※使用人數最多是青堀站，但大貫站離市役所較近。

### 巴士路線

#### 高速巴士
- 東京線（君津線）（日東交通（日语：日東交通 (千葉県)）、京成巴士）

青堀站～君津站南口⇔東京站八重洲口前～濱松町客運總站 / 東雲車庫（經東京灣跨海公路）
- 東京線（館山線）【房總油菜花號（日语：房総なのはな号）】（日東交通、JR巴士關東館山支店（日语：ジェイアールバス関東館山支店））

館山～高速竹岡～上總湊站前⇔東京站（經東京灣跨海公路）

#### 一般路線巴士
- 天羽日東巴士（日语：天羽日東バス）
- 日東交通
- 鴨川日東巴士（日语：鴨川日東バス）

### 道路
- 高速道路
  - 館山自動車道（富津中央IC - 富津竹岡IC）
  - 富津館山道路（富津竹岡IC - 富津金谷IC）
- 一般國道
  - 國道16號
  - 國道127號（日语：国道127号）
  - 國道465號（日语：国道465号）
- 縣道
  - 主要地方道
    - 千葉縣道34號鴨川保田線（日语：千葉県道34号鴨川保田線）
    - 千葉縣道88號富津館山線（日语：千葉県道88号富津館山線）
    - 千葉縣道90號木更津富津線（日语：千葉県道90号木更津富津線）
    - 千葉縣道91號竹岡交流道線（日语：千葉県道91号竹岡インター線）
    - 千葉縣道93號久留里鹿野山湊線（日语：千葉県道93号久留里鹿野山湊線）

  - 一般縣道
    - 千葉縣道157號大貫青堀線（日语：千葉県道157号大貫青堀線）
    - 千葉縣道158號君津青堀線（日语：千葉県道158号君津青堀線）
    - 千葉縣道159號君津大貫線（日语：千葉県道159号君津大貫線）
    - 千葉縣道163號小櫃佐貫停車場線（日语：千葉県道163号小櫃佐貫停車場線）
    - 千葉縣道182號上畑湊線（日语：千葉県道182号上畑湊線）
    - 千葉縣道236號上總湊停車場線（日语：千葉県道236号上総湊停車場線）
    - 千葉縣道237號濱金谷停車場線（日语：千葉県道237号浜金谷停車場線）
    - 千葉縣道255號富津公園線（日语：千葉県道255号富津公園線）
    - 千葉縣道256號新舞子海岸線（日语：千葉県道256号新舞子海岸線）

### 港灣
- 木更津港（日语：木更津港）（重要港灣（日语：重要港湾））
- 上總湊港
- 濱金谷港
  - 東京灣渡輪（日语：東京湾フェリー）（金谷 - 久里濱）
- 富津新港

## 名勝、古蹟、觀光地、祭典、活動
- 母親牧場（日语：マザー牧場）
- TEPCO新能源公園
- 金谷美術館
- 富津埋立紀念館
- 高宕山自然動物園（日语：高宕山自然動物園）
- 鋸山纜車（日语：鋸山ロープウェー）
- 鋸山 (千葉県)（日语：鋸山）
- 鬼泪山
- 明鐘岬（日语：明鐘岬）
- 高宕山（日语：高宕山）
- 房州阿爾卑斯（日语：房州アルプス）
- 高宕溪谷（日语：高宕渓谷）
- 梨澤、七釜溪谷
- 富津公園（日语：富津公園）
- 佐貫城跡（日语：佐貫城）
- 造海城（日语：造海城）
- 飯野陣屋跡（日语：飯野陣屋）
- 小久保陣
- 內裏塚古墳群（日语：内裏塚古墳群）
- 東京灣觀音（日语：東京湾観音）
- 戶面原水壩
- 岩谷堂
- 黃金井戶
- 犬岩
- 志駒不動的靈水
- 瀧之不動的水
- 海邊之湯
- 鋸山金谷溫泉
- 青堀礦泉
- 富津海水浴場
- 大貫中央海水浴場
- 新舞子海水浴場
- 上總湊海水浴場
- 津濱海水浴場

### 祭典、活動
- 淺間神社羯鼓舞（7月第1個周日）
- 富津故鄉祭（8月16日）
- 吾妻神社馬出祭（9月17日）
- 富津市產業祭（11月第2個周日）

## 名產
- 竹岡拉麵（日语：竹岡ラーメン）
- 秤丼（日语：はかりめ丼）
- 海苔

## 知名人士
- 濱田靖一（政治家）
- 保田圭（歌手、藝人、前早安少女組。2011年任命為富津市「觀光親善大使」）
- 尤加奈（聲優）
- 花田虎上(前橫綱)

## 外部連結
行政
- 富津市 （页面存档备份，存于）

観光
- 富津市観光協会 （页面存档备份，存于）